# GS IV
De Generale Staf sectie IV (GS IV) was de tweede moderne Nederlandse inlichtingendienst. De dienst is opgericht kort na de oprichting van de eerste Nederlandse inlichtingendienst, de GS III, op 1 augustus 1914. De dienst hield zich tijdens de Eerste Wereldoorlog bezig met censuur, cryptoanalyse, het bestrijden van smokkelhandel en in-, uit- en doorvoer.